# Marie-Anne Bouchiat
Marie-Anne Bouchiat (* 19. Juli 1934 in Nantes als Anne Guiochon) ist eine französische Physikerin.
Bouchiat studierte 1953 bis 1957 an der École normale supérieure de jeunes filles und legte 1957 ihr Lehramtsexamen in Physik ab. 1957 bis 1959 war sie am Palmer Physik-Laboratorium der Princeton University. 1964 promovierte sie. Ab 1972 bis 2005 war sie Wissenschaftlerin (Directeur de recherche, nach 2005 ehrenhalber) des CNRS an der École Normale Supérieure, Laboratorium Kastler-Brossel.
1974 schlug sie mit ihrem Mann Claude Bouchiat einen Test für die Paritätsverletzung durch die elektroschwache Wechselwirkung in der Atomphysik vor. 1982 wies sie die Paritätsverletzung auch experimentell in Cäsium nach (Steven Chu und andere fanden den Effekt auch schon 1979 in Thallium).
Davor beschäftigte sie sich zum Beispiel mit der optischen Untersuchung von Flüssigkeitsoberflächen. und der Relaxation optisch angeregter Alkali-Atome durch Wechselwirkung mit Edelgasen oder den Atomen der umgebenden Wände mit Anwendung auf Atomuhren.
Bouchiat ist seit 1986 korrespondierendes und seit 1988 Vollmitglied der französischen Akademie der Wissenschaften. Sie ist seit 1993 Mitglied der Academia Europaea. 1968 erhielt sie den Prix Hugues und 1983 mit Claude Bouchiat den Prix Ampère der Académie des sciences. Sie ist Ritter der Palmes Académiques und der Ehrenlegion. 1966 erhielt sie die Bronze- und 1971 die Silbermedaille der CNRS.
Ihre Tochter Hélène Bouchiat ist auch eine bekannte Physikerin.

## Schriften
- Herausgeber mit B. Frois: Parity Violation in Atoms and Polarized Electron Scattering. World Scientific, 1999